# Foudia rubra
El fodi de Mauricio (Foudia rubra)
 es una especie de ave paseriforme de la familia Ploceidae endémica de la isla de Mauricio.

## Descripción
Mide 14 cm de largo. Los machos reproductores son de color marrón oliva con la cabeza, el pecho y obispillo rojos, y el área loreal negra. Las hembras, los machos no reproductores y las aves juveniles son de color marrón oliva con barras blancas en la alas y el pico marrón.

## Hábitat
Vive en diversos tipos de bosques, incluidas las zonas degradadas, así como plantaciones. El cedro japonés (Cryptomeria japonica) ha reemplazado a la vegetación nativa y ahora proporciona protección contra los depredadores. Se alimenta principalmente de insectos, como saltamontes, larvas de escarabajos, orugas y arañas. Algunos individuos comen bayas con regularidad. También se alimenta de néctar, utilizando su lengua especializada con punta de pincel.

## Conservación
Está amenazado por la pérdida de hábitat y la depredación por animales introducidos. A partir de la década de 1970 perdió gran parte de su hábitat cuando la tierra fue despejada para plantaciones. Para 2001 no había más de 100 parejas reproductoras. Los nidos son atacados por los depredadores, en especial ratas negras (Rattus rattus) y macacos cangrejeros (Macaca fascicularis). Esta es actualmente la principal causa de declive del ave. Algunas áreas de hábitat intacto tienen una alta depredación de nidos, pero las zonas de baja depredación de nidos pueden ser hábitats deficientes. El miná común (Acridotheres tristis) también se ha observado depredando los nidos.
Los esfuerzos de conservación incluyen el control de ratas y macacos. Un programa de cría en cautividad llevado a cabo por la Fundación de Vida Silvestre de Mauricio ha producido muchos polluelos. La población ha aumentado recientemente debido a los programas de conservación estableciendo subpoblaciones en islas costeras. Debido a estos esfuerzos de conservación la especie fue bajada de «en peligro crítico» a «en peligro» en 2009.